# Oemida gahani
Oemida gahani là một loài bọ cánh cứng trong họ Cerambycidae.